# 1755 em Portugal
Lista dos principais acontecimentos no ano 1755 em Portugal.

## Incumbentes
- Monarca: D. José I
- Secretário de Estado dos Negócios Interiores do Reino: Pedro da Mota e Silva (até 4 de Novembro), Sebastião José de Carvalho e Melo (de facto, a partir de 1 de Novembro)

## Eventos
- 31 de Março — Inauguração da Ópera do Tejo, em Lisboa, parte das celebrações do aniversário da Rainha D. Mariana Vitória
- 7 de Junho — Aprovação régia dos estatutos da Companhia Geral de Comércio do Grão-Pará e Maranhão
- 30 de Setembro — Restabelecimento da Junta do Comércio
- 1 de Novembro — Um violento sismo resulta na destruição quase completa da cidade de Lisboa
- 4 de Dezembro — Apresentação do primeiro plano para a reconstrução de Lisboa, pelo engenheiro-mor do Reino Manuel da Maia

## Nascimentos
- 29 de Março — D. Aires José Maria de Saldanha Albuquerque, 2.º Conde da Ega (m. 1827)
- 17 de Maio — D. Diogo de Sousa, 1.º Conde do Rio Pardo (m. 1829)
- 1 de Agosto — António de Morais Silva (m. 1824)
- 3 de Agosto — D. Rodrigo de Sousa Coutinho, 1.º Conde de Linhares (m. 1812)
- 18 de Setembro — Tomás António de Vila Nova Portugal, magistrado e político (m. 1839)
- 11 de Novembro — D. João Rodrigues de Sá e Melo, 1.º Conde de Anadia (m. 1809)

## Mortes
- 19 de Maio — Sebastião Pereira de Castro, clérigo e magistrado (n. 1679)
- 23 de Outubro — Frei Joaquim de São José, clérigo terceiro e docente (n. 1707)
- 1 de Novembro — Manuel Dias, escultor (n. 1688)
- 4 de Novembro — Pedro da Mota e Silva, clérigo e politico (n. c. 1685)
- 22 de Novembro — Cristóvão Pereira de Abreu, militar e importante sertanista no Brasil (n. 1678)